# World Series 1965
Die World Series 1965 war die 62. Auflage des Finals der Major League Baseball. Es standen sich die Meister der American League, die Minnesota Twins und der Champion der National League, die Los Angeles Dodgers, gegenüber. Die Best-Of-Seven-Serie startete am 6. Oktober und endete nach sieben Spielen am 14. Oktober 1965. Die Dodgers, die sich in sieben Spielen durchsetzen, gewannen ihren zweiten Titel in drei Jahren und ihren dritten seit ihrem Umzug nach Los Angeles im Jahr 1958.
Als MVP der Serie wurde Los Angeles Pitcher Sandy Koufax ausgezeichnet.

## Übersicht der Spiele
| Spiel | Datum            | Gast                | Score | Heim                | Score | Gesamtstand (LAD-MIN) | Ballpark             | Zuschauer |
| ----- | ---------------- | ------------------- | ----- | ------------------- | ----- | --------------------- | -------------------- | --------- |
| 1     | 6. Oktober 1965  | Los Angeles Dodgers | 2     | Minnesota Twins     | 8     | 0–1                   | Metropolitan Stadium | 47.797    |
| 2     | 7. Oktober 1965  | Los Angeles Dodgers | 1     | Minnesota Twins     | 5     | 0–2                   | Metropolitan Stadium | 48.700    |
| 3     | 9. Oktober 1965  | Minnesota Twins     | 0     | Los Angeles Dodgers | 4     | 1–2                   | Dodger Stadium       | 55.934    |
| 4     | 10. Oktober 1965 | Minnesota Twins     | 2     | Los Angeles Dodgers | 7     | 2–2                   | Dodger Stadium       | 55.920    |
| 5     | 11. Oktober 1965 | Minnesota Twins     | 0     | Los Angeles Dodgers | 7     | 3–2                   | Dodger Stadium       | 55.801    |
| 6     | 13. Oktober 1965 | Los Angeles Dodgers | 1     | Minnesota Twins     | 5     | 3–3                   | Metropolitan Stadium | 49.578    |
| 7     | 14. Oktober 1965 | Los Angeles Dodgers | 2     | Minnesota Twins     | 0     | 4–3                   | Metropolitan Stadium | 50.596    |